# (2892) Filipenko
(2892) Filipenko es un asteroide perteneciente al cinturón de asteroides, descubierto el 13 de enero de 1983 por Liudmila Karachkina desde el Observatorio Astrofísico de Crimea (República de Crimea).

## Designación y nombre
Designado provisionalmente como 1983 AX2. Fue nombrado Filipenko en honor a "Aleksandr Grigorevich Filipenko" cirujano que salvó la vida a una persona cercana a la descubridora.